# Liste der Kulturdenkmale in Konstanz/Niederburg
In der Liste der Kulturdenkmale in Konstanz Niederburg sind Bau- und Kunstdenkmale der Stadt Konstanz im Altstadtbereich der Niederburg verzeichnet, die im Verzeichnis der unbeweglichen Bau- und Kunstdenkmale und der zu prüfenden Objekte des Landesamts für Denkmalpflege Baden-Württemberg verzeichnet sind. Dieses Verzeichnis ist nicht öffentlich und kann nur bei „berechtigtem Interesse“ eingesehen werden. Die folgende Liste ist daher nicht vollständig. Die hier aufgeführten Einzeldenkmale wurden aus der vorbereiteten Untersuchung der Sanierung von Altstadt mit Niederburg – Erweiterung östliche Kernstadt und der publizierten Denkmalliste mit Stand 2003 entnommen.

## Allgemein
- Bild: Zeigt ein ausgewähltes Bild aus Commons, „Weitere Bilder“ verweist auf die Bilder im Medienarchiv Wikimedia Commons.
- Bezeichnung: Nennt den Namen, die Bezeichnung oder die Art des Kulturdenkmals.
- Lage: Straßenname und Hausnummer oder Flurstücknummer des Kulturdenkmals, gegebenenfalls auch den Ortsteil. Die Grundsortierung der Liste erfolgt nach dieser Adresse. Der Link (Karte) führt zu verschiedenen Kartendiensten mit der Position des Kulturdenkmals. Fehlt dieser Link, wurden die Koordinaten noch nicht eingetragen. Sind diese bekannt, können sie über ein Tool mit einer Kartenansicht einfach nachgetragen werden. In dieser Kartenansicht sind Kulturdenkmale ohne Koordinaten mit einem roten bzw. orangen Marker dargestellt und können durch Verschieben auf die richtige Position in der Karte mit Koordinaten versehen werden. Kulturdenkmale ohne Bild sind an einem blauen bzw. roten Marker erkennbar.
- Datierung: Baubeginn, Fertigstellung, Datum der Erstnennung oder grobe zeitliche Einordnung entsprechend des Eintrags in der zuständigen Denkmaldatenbank (Landesamt für Denkmalpflege Baden-Württemberg).
- Beschreibung: Kurzcharakteristik des Kulturdenkmals.

## Einzeldenkmale in der Niederburg
| Bild           | Bezeichnung                                                                      | Lage                              | Datierung | Beschreibung | ID |
| -------------- | -------------------------------------------------------------------------------- | --------------------------------- | --------- | --- | -- |
|                | Kapitelhaus                                                                      | Auf der Insel (Karte)             |           | Geschützt nach § 2 DSchG | BW |
|                | Ehemaliges Dominikanerkloster, heute Inselhotel                                  | Auf der Insel 1 (Karte)           |           | Ehemalige dreischiffige Klosterkirche mit spitzbögigen Arkaden, Gewölbe und Chorabschluss. Der Chor wurde mit einer Wand vom Langhaus getrennt und die Gewölbe abgehängt. Ehemalige Klosterkirche wird heute als Veranstaltungssaal genutzt. Geschützt nach § 2 DSchG |    |
|                | Barockpavillon                                                                   | Auf der Insel (Karte)             |           | Geschützt nach § 2 DSchG | BW |
| Weitere Bilder | Ehemaliges Chorherrenstift St. Johann, jetzt Wohn- und Geschäftshaus             | Brückengasse 1 (Karte)            |           | Geschützt nach § 12 DSchG |    |
| Weitere Bilder | Wohn- und Geschäftshaus                                                          | Brückengasse 2 (Karte)            |           | Geschützt nach § 2 DSchG |    |
| Weitere Bilder | Wohn- und Geschäftshaus                                                          | Brückengasse 3 (Karte)            |           | Münstermesnerhaus, Haus zu den fünf Winden Geschützt nach § 2 DSchG |    |
| Weitere Bilder | Wohn- und Geschäftshaus                                                          | Brückengasse 4 (Karte)            |           | Geschützt nach § 2 DSchG |    |
| Weitere Bilder | Wohn- und Geschäftshaus                                                          | Brückengasse 5 (Karte)            |           | Haus „zur Rebe“ Geschützt nach § 2 DSchG |    |
| Weitere Bilder | Wohn- und Geschäftshaus                                                          | Brückengasse 6 (Karte)            |           | Haus „zum Sonnenaufgang“ Geschützt nach § 2 DSchG |    |
| Weitere Bilder | Wohn- und Geschäftshaus                                                          | Brückengasse 7 (Karte)            |           | Haus „zum Schwarzen Bock“ Geschützt nach § 2 DSchG |    |
| Weitere Bilder | Wohn- und Geschäftshaus                                                          | Brückengasse 9 (Karte)            |           | Haus „zum Roten Stern“ Geschützt nach § 2 DSchG |    |
| Weitere Bilder | Wohnhaus                                                                         | Brückengasse 10 (Karte)           |           | Geschützt nach § 12 DSchG |    |
| Weitere Bilder | Wohn- und Geschäftshaus                                                          | Brückengasse 11 (Karte)           |           | Haus „zum Deifuß“ Geschützt nach § 2 DSchG |    |
| Weitere Bilder | Wohn- und Geschäftshaus, Spitalkellerei                                          | Brückengasse 12 (Karte)           |           | Haus „zum Tümpfel“ Geschützt nach § 12 DSchG |    |
| Weitere Bilder | Wohn- und Geschäftshaus                                                          | Brückengasse 13 (Karte)           |           | Haus „zum Rosteisen“ Geschützt nach § 2 DSchG |    |
| Weitere Bilder | Spitalkellerei, Wohn- und Geschäftshaus                                          | Brückengasse 14 (Karte)           |           | Geschützt nach § 12 DSchG |    |
| Weitere Bilder | Schule des Klosters Zoffingen                                                    | Brückengasse 15 (Karte)           |           | Geschützt nach § 2 DSchG |    |
| Weitere Bilder | Kirche des Klosters Zoffingen                                                    | Brückengasse 17 (Karte)           |           | Geschützt nach § 2 DSchG |    |
| Weitere Bilder | Wohnhaus                                                                         | Gerichtsgasse 1 (Karte)           |           | Geschützt nach § 2 DSchG |    |
| Weitere Bilder | Wohn- und Geschäftshaus                                                          | Gerichtsgasse 2 (Karte)           |           | Geschützt nach § 2 DSchG |    |
| Weitere Bilder | Wohn- und Geschäftshaus                                                          | Gerichtsgasse 4 (Karte)           |           | Geschützt nach § 2 DSchG |    |
| Weitere Bilder | Haus „zum Goldenen Tor“, Wohnhaus                                                | Gerichtsgasse 7 (Karte)           |           | Geschützt nach § 2 DSchG |    |
| Weitere Bilder | Gerichtsgebäude                                                                  | Gerichtsgasse 9 (Karte)           |           | Geschützt nach § 12 DSchG |    |
| Weitere Bilder | Gericht                                                                          | Gerichtsgasse 15 (Karte)          |           | Geschützt nach § 2 DSchG |    |
| Weitere Bilder | Botzheimscher Domherrenhof, Wohnhaus                                             | Inselgasse 1 (Karte)              |           | Geschützt nach § 2 DSchG |    |
| Weitere Bilder | Ehemaliger Domherrenhof, Wohn- und Geschäftshaus                                 | Inselgasse 5 (Karte)              |           | wohl weitgehend mittelalterlich mit Veränderungen des 18. und 19. Jahrhunderts Geschützt nach § 2 DSchG |    |
| Weitere Bilder | Wohnhaus                                                                         | Inselgasse 6 (Karte)              |           | Haus „zur goldenen Taube“ Geschützt nach § 2 DSchG |    |
| Weitere Bilder | Wohnhaus                                                                         | Inselgasse 6a (Karte)             |           | Haus „zur goldenen Taube“ Geschützt nach § 2 DSchG |    |
| Weitere Bilder | Keller                                                                           | Inselgasse 7 (Karte)              | ca. 1418  | Haus „zum Goldenen Schaf“ Geschützt nach § 2 DSchG | BW |
| Weitere Bilder | Wohnhaus                                                                         | Inselgasse 8 (Karte)              |           | Geschützt nach § 2 DSchG |    |
| Weitere Bilder | Wohn- und Geschäftshaus                                                          | Inselgasse 9 (Karte)              | 1399      | Haus „zum Leopard“ Geschützt nach § 2 DSchG |    |
| Weitere Bilder | Wohnhaus                                                                         | Inselgasse 10 (Karte)             |           | Geschützt nach § 2 DSchG |    |
| Weitere Bilder | Wohn- und Geschäftshaus                                                          | Inselgasse 11 (Karte)             |           | Haus „zum Wendelstein“ Geschützt nach § 2 DSchG |    |
| Weitere Bilder | Wohnhaus                                                                         | Inselgasse 12 (Karte)             | 1423      | Haus „zum Spießeisen“ Geschützt nach § 2 DSchG |    |
| Weitere Bilder | Wohn- und Geschäftshaus                                                          | Inselgasse 13 (Karte)             | 1353      | Haus „zur Gloggen“ Geschützt nach § 2 DSchG |    |
| Weitere Bilder | Wohnhaus                                                                         | Inselgasse 14 (Karte)             |           | Geschützt nach § 2 DSchG |    |
| Weitere Bilder | Wohn- und Geschäftshaus                                                          | Inselgasse 15 (Karte)             |           | Haus „zum Blaufuß“, nahezu quadratisches, viergeschossiges Wohn- und Geschäftshaus, ursprünglich bestehend aus zwei Hausteilen: Der östliche Teil ist länglich und steht mit seiner Schmalseite zur Inselgasse, über die die Erschließung erfolgt. Im später errichteten, nur halb so langen westlichen Hausteil befinden sich straßenseitig im Erdgeschoss große repräsentative Räume, Belegt ist das Gebäude seit 1306; bis 1483 konnten zwei getrennte Häuser nachgewiesen werden Geschützt nach § 2 DSchG                                                                     |    |
| Weitere Bilder | Wohnhaus                                                                         | Inselgasse 16 (Karte)             |           | Haus „zur Armbrust“ Geschützt nach § 2 DSchG |    |
| Weitere Bilder | Ehemaliger Pfarrhof von St. Johann, Wohn- und Geschäftshaus                      | Inselgasse 17 (Karte)             |           | langgestrecktes, dreigeschossiges Wohnhaus, mittelalterliche Fensternische in der Ostwand des Sockelgeschosses; Stuckdecke im 2. OG. Rechteckige Fenstergewände; im 2. OG anstelle eines Fensters ein großer Wappenstein: datiert mit der Jahreszahl 1611. Geschützt nach § 2 DSchG |    |
| Weitere Bilder |                                                                                  | Inselgasse 18 (Karte)             |           | Haus „zum Regenbogen“ Geschützt nach § 2 DSchG |    |
| Weitere Bilder | Wohn- und Geschäftshaus                                                          | Inselgasse 20 (Karte)             |           | Geschützt nach § 2 DSchG |    |
| Weitere Bilder | Wohn- und Geschäftshaus                                                          | Inselgasse 21 (Karte)             |           | Geschützt nach § 2 DSchG |    |
| Weitere Bilder | Wohnhaus                                                                         | Inselgasse 22 (Karte)             |           | Geschützt nach § 2 DSchG |    |
| Weitere Bilder | Wohn- und Geschäftshaus                                                          | Inselgasse 23 (Karte)             |           | Geschützt nach § 2 DSchG |    |
| Weitere Bilder | Tettikofer Hof, Wohnhaus                                                         | Inselgasse 24 (Karte)             |           | 1422 Geschützt nach § 2 DSchG |    |
| Weitere Bilder |                                                                                  | Katzgasse 1 (Karte)               |           | Haus „zum goldenen Ring“ Geschützt nach § 2 DSchG |    |
| Weitere Bilder | Wohn- und Geschäftshaus                                                          | Katzgasse 2 (Karte)               |           | Haus „zur Armbrust“ Geschützt nach § 2 DSchG |    |
| Weitere Bilder | Bibliothek                                                                       | Katzgasse 3 (Karte)               |           | Haus „zur Katz“ Geschützt nach § 12 DSchG |    |
|                | Ehemals Wohnhaus, jetzt Museum                                                   | Katzgasse 5, Rückgebäude (Karte)  |           | Geschützt nach § 2 DSchG | BW |
| Weitere Bilder | Ehemals Wohnhaus, jetzt Museum                                                   | Katzgasse 5/7 (Karte)             |           | Geschützt nach § 2 DSchG |    |
| Weitere Bilder | Wohnhaus                                                                         | Katzgasse 6 (Karte)               |           | Geschützt nach § 2 DSchG |    |
| Weitere Bilder | Ehemals Wohnhaus, jetzt Museum                                                   | Katzgasse 7 (Karte)               |           | Geschützt nach § 2 DSchG |    |
| Weitere Bilder | Ehemals „Astoria“, jetzt Museum                                                  | Katzgasse 9 (Karte)               |           | Geschützt nach § 2 DSchG |    |
| Weitere Bilder | Wohnhaus                                                                         | Katzgasse 11 (Karte)              |           | Geschützt nach § 2 DSchG |    |
| Weitere Bilder | Wohn- und Geschäftshaus                                                          | Katzgasse 13 (Karte)              | 1371      | Haus „zur Kanten“ Geschützt nach § 2 DSchG |    |
| Weitere Bilder | Wohn- und Geschäftshaus                                                          | Katzgasse 13 (Karte)              | 1371      | Haus „zum Flügel“ Geschützt nach § 2 DSchG |    |
| Weitere Bilder | Wohn- und Geschäftshaus                                                          | Katzgasse 15 (Karte)              | 1369      | Haus „zum kleinen Vogel“ Geschützt nach § 2 DSchG |    |
|                | Wohnhaus                                                                         | Klostergasse 1 (Karte)            |           | Haus „zur Schelle“ Geschützt nach § 2 DSchG |    |
|                | Wohnhaus                                                                         | Klostergasse 3 (Karte)            |           | mittelalterlicher Kernbestand und frühneuzeitliche Veränderungen Geschützt nach § 2 DSchG |    |
|                | Wohnhaus, ehemals Klosterkirche St. Peter an der Fahr                            | Klostergasse 4 (Karte)            |           | Geschützt nach § 2 DSchG |    |
|                | Wohnhaus                                                                         | Klostergasse 5 (Karte)            |           | Geschützt nach § 2 DSchG |    |
|                | Wohn- und Geschäftshaus                                                          | Konradigasse 1 (Karte)            |           | Haus „zur Turteltaube“ Geschützt nach § 2 DSchG |    |
| Weitere Bilder | Gasthof „Germania“, Hotel                                                        | Konradigasse 2, Westteil (Karte)  |           | Haus „zur Tule“, 1266 im Besitz des Chorstifts St. Johann, 1363 erstmals „Zur Tule“ genannt, 1893 erstmals als Gasthof „Germania“ genannt Geschützt nach § 2 DSchG |    |
|                | Gasthof „Germania“, Hotel                                                        | Konradigasse 2, Ostteil (Karte)   |           | Geschützt nach § 2 DSchG | BW |
| Weitere Bilder | Wohn- und Geschäftshaus                                                          | Konradigasse 3 (Karte)            |           | Haus „zur Bleyde“ Geschützt nach § 2 DSchG |    |
|                | Wohnhaus                                                                         | Konradigasse 4 (Karte)            |           | Geschützt nach § 2 DSchG |    |
| Weitere Bilder | Wohnhaus, ehemals Münsterpfarrhaus                                               | Konradigasse 5 (Karte)            |           | Geschützt nach § 2 DSchG |    |
|                | Wohnhaus                                                                         | Konradigasse 6 (Karte)            |           | Haus „zum Besen“ Geschützt nach § 2 DSchG | BW |
|                | Wohnhaus, ehemals Domschule                                                      | Konradigasse 7 (Karte)            | um 1227   | Geschützt nach § 12 DSchG |    |
|                | Wohnhaus                                                                         | Konradigasse 8 (Karte)            |           | Haus „zur Distel“ Geschützt nach § 2 DSchG |    |
|                | Wohnhaus                                                                         | Konradigasse 9 (Karte)            | um 1310   | Haus „zum Rechen“ Geschützt nach § 2 DSchG |    |
|                | Wohnhaus                                                                         | Konradigasse 10 (Karte)           | um 1430   | Haus „zur Gulden Rose“ Geschützt nach § 2 DSchG |    |
|                | Wohnhaus                                                                         | Konradigasse 11 (Karte)           | um 1321   | Haus „zum Roten Gatter“ Geschützt nach § 2 DSchG |    |
| Weitere Bilder | Wohnhaus                                                                         | Konradigasse 12 (Karte)           | um 1383   | Haus „zum Kampf“ Geschützt nach § 2 DSchG |    |
|                | Wohn- und Geschäftshaus                                                          | Konradigasse 13 (Karte)           |           | Geschützt nach § 2 DSchG |    |
|                | Wohnhaus                                                                         | Konradigasse 14 (Karte)           | um 1383   | Haus „zum Sittich“ Geschützt nach § 2 DSchG |    |
|                | Wohnhaus                                                                         | Konradigasse 15 (Karte)           | um 1300   | Haus „zum weißen Lämmlein“ Geschützt nach § 12 DSchG |    |
|                | Wohnhaus                                                                         | Konradigasse 17 (Karte)           |           | Geschützt nach § 2 DSchG |    |
|                | Wohnhaus                                                                         | Konradigasse 18 (Karte)           |           | Haus „zum Federwisch“ Geschützt nach § 2 DSchG |    |
|                | Wohnhaus, ehemals Pfründehaus des Münsters                                       | Konradigasse 19 (Karte)           | um 1398   | Geschützt nach § 2 DSchG | BW |
|                | Wohnhaus                                                                         | Konradigasse 20 (Karte)           |           | Haus „zum Frieden“, Dreigeschossiges Wohnhaus, traufständig mit Satteldach und teilweise unterkellert, ältester Bauteil im südwestlichen Kellerbereich 12. Jh., Kellererweiterung von 1620 (d), barocker Treppenaufgang mit gesägten Balustern, 18. Jahrhundert, kurzer Laubengang an der traufseitigen Hofseite stammt aus dem 19. Jh., hofseitiger Anbau am Hauptgebäude aus dem frühen 20. Jh. Geschützt nach § 2 DSchG | BW |
|                | Wohnhaus                                                                         | Konradigasse 21 (Karte)           | 1432      | Haus „zum Fasan“ Geschützt nach § 2 DSchG |    |
|                | Wohnhaus                                                                         | Konradigasse 22 (Karte)           |           | Geschützt nach § 2 DSchG |    |
|                | Wohnhaus                                                                         | Konradigasse 23 (Karte)           |           | Geschützt nach § 2 DSchG |    |
|                | Wohnhaus                                                                         | Konradigasse 24 (Karte)           |           | Haus „zum Salmen“ Geschützt nach § 2 DSchG |    |
|                | Wohnhaus                                                                         | Konradigasse 27 (Karte)           |           | Geschützt nach § 2 DSchG |    |
|                | Wohnhaus                                                                         | Konradigasse 29 (Karte)           |           | Haus „zum Mühlstein“, 1429 erstmals „zum Mühlstein“ genannt. Das Gebäude ist seit 1424 belegt. Es stellte ursprünglich einen, wahrscheinlich im Jahr 1788 geteilten Gebäudekörper zusammen mit Haus Nr. 29 dar. Diese Teilung ist allerdings ab 1808 nachweisbar. Geschützt nach § 2 DSchG |    |
|                | Wohnhaus                                                                         | Konradigasse 31 (Karte)           |           | Haus „zum Mühlstein“ Geschützt nach § 12 DSchG |    |
|                | Wohnhaus                                                                         | Konradigasse 33 (Karte)           |           | Geschützt nach § 2 DSchG |    |
| Weitere Bilder | Wohnhaus                                                                         | Konradigasse 35 (Karte)           |           | Haus „zum Gänsbühl“, ältester Bestand ist der Restbestand der Stadtmauer, die nach den folgenden Baudaten in der zweiten Hälfte des 13. Jh. noch vorhanden war und in dieser Zeit zumindest partiell in die lokale, nach Osten orientierte Bebauung einbezogen wurde. Spätestens um das Jahr 1356 (d) wird dieses Gebäude durch den heute noch erhaltenen Fachwerkbau ersetzt. Geschützt nach § 2 DSchG |    |
| Weitere Bilder | Theater                                                                          | Konzilstraße 11 (Karte)           |           | Das Gebäude Theatergasse 1 gehört gemeinsam mit dem Gebäude Münsterplatz 11 zu einer dreigeschossigen Dreiflügelanlage mit Walmdach. Erstere bilden den nördlichen Flügel. Geschützt nach § 2 DSchG |    |
|                | Wohn- und Geschäftshaus                                                          | Münsterplatz 1 (Karte)            |           | Haus „zum Besen“ Geschützt nach § 2 DSchG |    |
|                | Wohn- und Geschäftshaus                                                          | Münsterplatz 3 (Karte)            |           | Haus „zum Lämmlein“ Geschützt nach § 2 DSchG |    |
| Weitere Bilder | Wohn- und Geschäftshaus                                                          | Münsterplatz 5 (Karte)            |           | Geschützt nach § 2 DSchG |    |
|                | Rückgebäude                                                                      | Münsterplatz 5 (Karte)            |           | Haus „zur Kunkel“ Geschützt nach § 2 DSchG | BW |
| Weitere Bilder | Geschäftshaus, ehemals vorderer Domdechaneihof                                   | Münsterplatz 7 (Karte)            |           | Geschützt nach § 12 DSchG |    |
|                | Domdekanei bzw. Domherrenhof                                                     | Münsterplatz 9 (Karte)            |           | Geschützt nach § 12 DSchG |    |
| Weitere Bilder | Ehemaliger Domherrenhof                                                          | Münsterplatz 11 (Karte)           |           | Dreigeschossige Dreiflügelanlage mit Walmdach: im Westen Haupthaus (Münsterplatz 11), im Norden Verbindungstrakt (Theatergasse 1/3) und im Osten Wohnhaus (Münsterplatz 11a), Keller Zeugnisse des 13. Jhs., Umbauten im 18. Jh., Außenfassade im 19. Jh. umgestaltet Geschützt nach § 2 DSchG |    |
|                | Wohnhaus                                                                         | Münsterplatz 11a (Karte)          |           | Geschützt nach § 2 DSchG | BW |
|                | Wohnhaus                                                                         | Münsterplatz 13 (Karte)           |           | Geschützt nach § 2 DSchG |    |
|                | Wohnhaus                                                                         | Niederburggasse 1 (Karte)         |           | Haus „Die vordere Reusche“ Geschützt nach § 2 DSchG | BW |
|                |                                                                                  | Niederburggasse 1 (Karte)         |           | Haus „zur hinteren Reusche“ Geschützt nach § 2 DSchG |    |
| Weitere Bilder | Wohnhaus                                                                         | Niederburggasse 4 (Karte)         |           | Geschützt nach § 2 DSchG |    |
|                |                                                                                  | Niederburggasse 5 (Karte)         |           | Geschützt nach § 2 DSchG | BW |
|                | Wohnhaus                                                                         | Niederburggasse 7 (Karte)         | um 1422   | Haus „zur Mugge“ Geschützt nach § 2 DSchG |    |
|                | Wohnhaus, ehemals Domstift-Pründhaus                                             | Niederburggasse 9 (Karte)         |           | Geschützt nach § 2 DSchG |    |
| Weitere Bilder | Wohn- und Geschäftshaus                                                          | Rheingasse 1 (Karte)              |           | Haus „zur Mohrin“, viergeschossiges Wohnhaus, traufständig mit Satteldach. 1425 erstmals genannt. Dachstuhl 17. Jh., Fassade letztes Viertel 18. Jh. Geschützt nach § 2 DSchG |    |
|                | Wohnhaus                                                                         | Rheingasse 2 (Karte)              |           | Haus „zum Regenbogen“ (zusammen mit Inselgasse 18); anhand der dendrochronologischen Untersuchung lässt sich das Dachwerk des sog. Hauses zum Regenbogen auf 1372 datieren. Gemeinsam mit Inselgasse 18 befand sich das Gebäude 1553 nachweislich im Besitz des Klosters Petershausen als innerstädtisches Absteigequartier. Bis 1855 bildete es mit diesem eine Einheit und wurde schließlich geteilt. Im 19. Jahrhundert wurde die Fassade einer Neugestaltung unterzogen. Im 20. Jahrhundert folgen Modernisierungsmaßnahmen. Geschützt nach § 2 DSchG                         |    |
| Weitere Bilder | Wohn- und Geschäftshaus                                                          | Rheingasse 3 (Karte)              |           | Erste Erwähnung 1418. 1892–1897 Innenumbau und Ladeneinbau. Geschützt nach § 2 DSchG |    |
|                | Wohn- und Geschäftshaus                                                          | Rheingasse 4 (Karte)              |           | Haus „zur Sichel“, belegt ist das Gebäude seit 1389. Zu jener Zeit gehörten die Häuser Rheingasse 4 und 6 noch zu einem gemeinsamen Baukörper, dem sog. Haus zum Rebmesser. Dieses wurde im Jahr 1594 geteilt, d. h. Haus Nr. 4 wurde von Haus Nr. 6 - das Haus zum Roten Schlüssel - getrennt. Haus Nr. 4 blieb erstmals unbenannt und wurde erst später zum sog. Haus zur Sichel. Der Name ist seit dem 17. Jh. belegt. Die dendrochronologische Untersuchung datiert das Dachwerk um die Mitte des 14. Jahrhunderts. Geschützt nach § 2 DSchG                                  |    |
| Weitere Bilder | Wohn- und Geschäftshaus                                                          | Rheingasse 5 (Karte)              |           | Haus „zum Jäger“ Geschützt nach § 2 DSchG |    |
|                | Wohn- und Geschäftshaus                                                          | Rheingasse 6 (Karte)              |           | Haus „zum roten Schlüssel“ Geschützt nach § 2 DSchG |    |
| Weitere Bilder | Wohn- und Geschäftshaus                                                          | Rheingasse 7 (Karte)              |           | Haus „zum blauen Schild“, seit 1350 archivalisch belegt. 1994 erhielt das Haupthaus einen ebenerdigen Anbau im Hinterhof. Geschützt nach § 2 DSchG |    |
| Weitere Bilder | Wohn- und Geschäftshaus                                                          | Rheingasse 8 (Karte)              |           | Haus „zum Roßeisen“ und Haus „zur Geige“ Geschützt nach § 2 DSchG |    |
|                | Wohn- und Geschäftshaus                                                          | Rheingasse 9 (Karte)              |           | Haus „zum Narren“ bzw. „zur Rose“, belegt seit 1326. An der Gebäuderückseite wurde im 18. Jahrhundert eine Laube ergänzt. Das Treppenhaus mit dem mustervoll gesägten Geländer stammt wohl aus dem späten 18. Jahrhundert. Die heutige Fassadengestaltung datiert in das frühe 19. Jahrhundert. Geschützt nach § 2 DSchG |    |
|                | Wohn- und Geschäftshaus                                                          | Rheingasse 10 (Karte)             |           | Haus „zum Krebs“, seit 1359 belegt, verputzte Fachwerkfassade mit Gestaltung aus der zweiten Hälfte des 19. Jahrhunderts Geschützt nach § 2 DSchG |    |
| Weitere Bilder | Wohnhaus                                                                         | Rheingasse 11 (Karte)             |           | Haus „zur Krone“, erstmals 1253 genannt. In der Hand der Mainauer Deutschordenskommende ist es seit 1346 belegt.(a) Die Gestaltung der Fassade und das spätbarocke Eingangsportal stammen aus dem späten 18. Jahrhundert. Der Eingangsbereich besitzt Stuckdecken aus der Zeit um 1900. Bei dem Rückgebäude handelt es sich um das sog. Gigersbädle, welches seit 1440 belegt ist. Dieses wurde 1510 vom Mainauer Komtur erworben und dem Besitz eingegliedert. Geschützt nach § 2 DSchG                                                                                          |    |
|                | Wohn- und Geschäftshaus                                                          | Rheingasse 12 (Karte)             |           | Haus „zum Rebstock“ Geschützt nach § 2 DSchG |    |
|                | Wohn- und Geschäftshaus                                                          | Rheingasse 13 (Karte)             |           | Haus „zum Blumenstrauß“ bzw. „zum Strauß“, 1176 erstmals erwähnt. Es handelt sich um den frühesten datierten Beleg eines Konstanzer Hauses überhaupt. Geschützt nach § 2 DSchG |    |
|                | Wohnhaus                                                                         | Rheingasse 14 (Karte)             |           | Haus „zum Reuschen“, 1614 anstelle eines abgebrannten Vorgängerbaus errichtet. Die Fassade erhielt während des Barocks eine neue Gestaltung. Geschützt nach § 2 DSchG |    |
| Weitere Bilder | Wohn- und Geschäftshaus                                                          | Rheingasse 15 (Karte)             |           | Haus „zum goldenen Schaf“ Geschützt nach § 2 DSchG |    |
| Weitere Bilder | Wohn- und Geschäftshaus                                                          | Rheingasse 16 (Karte)             |           | Haus „zur Sonne“ bzw. „zum Mathäus am Zollbank“, seit 1349 belegt Geschützt nach § 2 DSchG |    |
| Weitere Bilder | Wohn- und Geschäftshaus                                                          | Rheingasse 17 (Karte)             |           | Häuser „zum Weinstock“ und „zum Vogel Strauß“, Hauskomplex aus einem drei- und einem viergeschossigen Hausteil, jeweils traufständig mit Satteldach. Freistehende Fachwerk-Giebelwand nach Süden zur Niederburggasse. Keller und EG 1251 - 1252, 1423 archivalisch belegt. Geschützt nach § 2 DSchG |    |
| Weitere Bilder | Ehemalige Kornschütte des Klosters Zoffingen, jetzt Schule                       | Rheingasse 18 (Karte)             |           | Dreigeschossiger und an drei Seiten freistehender verputzter Bau, bekrönt durch Satteldach und einseitigem Vollwalm. Die Klosteranlage mit Kirche, Kreuzgang und Klausurgebäuden geht auf eine Gründung im Jahr 1257 zurück. Das Gebäude Rheingasse 18 ist letzter Teil der Nebengebäude des Dominikanerinnenklosters und wurde wohl als Kornschütte genutzt (ehemalige Kornschütte, siehe Brückengasse 15). Geschützt nach § 12 DSchG |    |
|                | Wohn- und Geschäftshaus                                                          | Rheingasse 19 (Karte)             |           | Haus „zum Hirschen“, viergeschossiges, palaisartiges Wohnhaus mit fünf Achsen breiter Flanke zur Straße und elf Achsen breiter Hauptfassade zum Garten an der Nordseite. Es handelt sich um ehemals drei Häuser, die von der Rheingasse aus gesehen hintereinander standen: Haus zum Hirschen, Haus des Klosters St. Peter und so genanntes Steinhaus. Alle drei wurden 1777–1788 vom Oberamtmann der Dompropstei, Simbert Lauber, aufgekauft und zu einem Neubau mit Garten vereinigt. Der Bau entstand 1789 nach Plänen des Baumeisters Peter Nenning. Geschützt nach § 2 DSchG |    |
| Weitere Bilder | Ehemals Dompropstei                                                              | Rheingasse 20 (Karte)             |           | Dreiflügelanlage. Die ehemalige Dompropstei ist geprägt von einer Hauptbauphase der Zeit um 1749 sowie von einer teilweisen Umgestaltung des Äußeren um 1900. Nach 1816 diente sie als Regierungsgebäude, bis 2017 als Notariat und als Grundbuchamt. Geschützt nach § 12 DSchG |    |
|                | Garten der Dompropstei                                                           | Rheingasse 20, Flst. 40/2 (Karte) |           | gegenüberliegender Gartenbereich mit barockem Eingangsportal Geschützt nach § 12 DSchG | BW |
|                | Wohnhaus                                                                         | Rheingasse 20 (Karte)             |           | Querbau von der Dompropstei zum Kloster Zoffingen. Geschützt nach § 2 DSchG | BW |
| Weitere Bilder | Wohnhaus                                                                         | Rheingasse 23 (Karte)             |           | erbaut im Jahr 1909 von den Stuttgarter Architekten Hummel und Förstner Geschützt nach § 2 DSchG |    |
|                | vier Brückenskulturen                                                            | Rheinsteig, Flst. 1 (Karte)       |           | Geschützt nach § 2 DSchG | BW |
| Weitere Bilder | Rheintor                                                                         | Rheinsteig 2 (Karte)              |           | Geschützt nach § 12 DSchG |    |
|                | Nepomukstatue                                                                    | Rheinsteig 2, Flst. 40/2 (Karte)  |           | Geschützt nach § 12 DSchG | BW |
|                | Lesehale                                                                         | Rheinsteig 4 (Karte)              |           | Geschützt nach § 2 DSchG |    |
| Weitere Bilder | Stadtmauer                                                                       | Rheinsteig 4-6 (Karte)            |           | Substrukturen der Stadtmauer zwischen Rheintor und Pulverturm Geschützt nach § 2 DSchG |    |
| Weitere Bilder | Pulverturm                                                                       | Rheinsteig 6 (Karte)              |           | Geschützt nach § 12 DSchG |    |
|                | Lehrinstitute Zoffingen                                                          | Rheinsteig 7 (Karte)              |           | Geschützt nach § 2 DSchG | BW |
|                |                                                                                  | Rheinsteig 9 (Karte)              |           | Geschützt nach § 2 DSchG | BW |
|                |                                                                                  | Rheinsteig 11 (Karte)             |           | Geschützt nach § 2 DSchG | BW |
|                | Wohnhaus                                                                         | St. Johann-Gasse 1 (Karte)        |           | Haus „zum schwarzen Hirschhorn“ Geschützt nach § 2 DSchG | BW |
|                | Geschäftshaus                                                                    | St. Johann-Gasse 2 (Karte)        |           | Geschützt nach § 12 DSchG | BW |
|                | Wohn- und Geschäftshaus, ehemals Pfründhaus                                      | St. Johann-Gasse 4 (Karte)        |           | Geschützt nach § 2 DSchG | BW |
|                | Wohnhaus                                                                         | St. Johann-Gasse 5 (Karte)        |           | Geschützt nach § 2 DSchG | BW |
|                | Pfründhaus von St. Johann                                                        | St. Johann-Gasse 6 (Karte)        |           | In Kern um 1328, 1515 Umbau des Kernbaus, Umbau 1875 Geschützt nach § 2 DSchG | BW |
|                | Wohnhaus                                                                         | St. Johann-Gasse 7 (Karte)        |           | Geschützt nach § 2 DSchG | BW |
|                | Wohnhaus                                                                         | St. Johann-Gasse 8 (Karte)        |           | Geschützt nach § 2 DSchG | BW |
|                | Wohn- und Geschäftshaus, ehemals Stadionscher Domherrenhof, bzw. ehemals Burghof | St. Johann-Gasse 9 (Karte)        |           | Geschützt nach § 2 DSchG | BW |
|                | Wohn- und Geschäftshaus, ehemals Stadionscher Domherrenhof, bzw. ehemals Burghof | St. Johann-Gasse 9a (Karte)       |           | Geschützt nach § 2 DSchG | BW |
|                | Wohn- und Geschäftshaus, ehemals Stadionscher Domherrenhof, bzw. ehemals Burghof | St. Johann-Gasse 9b (Karte)       |           | Geschützt nach § 2 DSchG | BW |
|                | Burghof, ehemals Canonia Schmidiana                                              | St. Johann-Gasse 12 (Karte)       |           | Geschützt nach § 2 DSchG |    |
|                |                                                                                  | Schreibergasse 40 (Karte)         | 1230      | Haus „am Gänsbühl“ Geschützt nach § 2 DSchG | BW |
|                | Domherrenhof                                                                     | Theatergasse 1 (Karte)            |           | Das Gebäude Theatergasse 1 gehört gemeinsam mit dem Gebäude Münsterplatz 11 zu einer dreigeschossigen Dreiflügelanlage mit Walmdach. Erstere bilden den nördlichen Flügel. Geschützt nach § 2 DSchG |    |
|                | Domherrenhof                                                                     | Theatergasse 3 (Karte)            |           | Das Gebäude Theatergasse 3 gehört gemeinsam mit dem Gebäude Münsterplatz 11 zu einer dreigeschossigen Dreiflügelanlage mit Walmdach. Erstere bilden den nördlichen Flügel. Geschützt nach § 2 DSchG | BW |
| Weitere Bilder | Botzheimscher Domherrenhof, Konradihaus                                          | Theatergasse 4 (Karte)            |           | Geschützt nach § 2 DSchG |    |
| Weitere Bilder | Ehemals Margarethen-Kaplanei                                                     | Theatergasse 8 (Karte)            |           | Geschützt nach § 2 DSchG |    |
|                | Rückgebäude zu Haus „zur Krone“, Geschäftshaus                                   | Tulengasse 2 (Karte)              |           | Rückgebäude zum Anwesen Rheingasse 11, dem Haus „zur Krone“. Inschrift im Türsturz 1594. Geschützt nach § 2 DSchG | BW |
|                | Wohn- und Geschäftshaus                                                          | Tulengasse 4 (Karte)              |           | Geschützt nach § 2 DSchG | BW |
|                | Haus „zum roten Ring“, Wohnhaus                                                  | Tulengasse 5 (Karte)              |           | Erbaut 1883. Geschützt nach § 2 DSchG | BW |
|                | Wohnhaus                                                                         | Untere Laube 1 (Karte)            |           | Geschützt nach § 2 DSchG | BW |
|                | Wohnhaus                                                                         | Untere Laube 3 (Karte)            |           | Geschützt nach § 2 DSchG | BW |
|                | Wohnhaus                                                                         | Untere Laube 7 (Karte)            |           | Geschützt nach § 2 DSchG | BW |
|                | Wohnhaus                                                                         | Untere Laube 9 (Karte)            |           | Geschützt nach § 2 DSchG | BW |
|                | Gericht                                                                          | Untere Laube 27 (Karte)           |           | Geschützt nach § 2 DSchG | BW |
|                | Haus „zem swartzen Hoff“, Wohnhaus                                               | Untere Laube 29 (Karte)           |           | vor 1368 Geschützt nach § 2 DSchG | BW |